# Periploca laevigata
Espèce
Classification APG III (2009)
Periploca laevigata, le Périclopa lisse, est une espèce de plante de la famille des Apocynaceae et du genre Periploca.

## Description
Periploca laevigata est un arbuste qui peut atteindre 2 mètres de haut. Ses feuilles sont lancéolées. Ses tiges atteignent 15 cm de long et ont environ 1 cm d'épaisseur. Ses pétales sont oblongues à l'extrémité et ont une couleur vert jaunâtre à leurs extrémités, à l'intérieur, elles sont brunes. Ses gousses sont longues et pointues à leurs extrémités.
Son numéro de chromosome est 2n = 22.

## Répartition
La plante est originaire des îles Canaries, des îles Selvagens et du Cap-Vert, et atteint sa répartition la plus septentrionale en Sicile, dans les îles Égades.
Au Cap-Vert, elle est présente sur les îles de Brava, Fogo, Santa Luzia, Santiago, Santo Antão et São Nicolau. Certains botanistes considèrent la sous-espèce capverdienne comme distincte (comme Periploca chevalieri, Browicz).

## Parasites
La feuille a pour parasites Herpisticus bobadillae, Laparocerus obscurus (ceb), Laparocerus crotchi (ceb), Caenocoris nerii (de), Clepsis coriacana, Muhabbetana nigrifasciata (ceb). La tige a pour parasites Trichoferus fasciculatus (nl), Acmaeodera cisti (es). Le bois mort a pour parasite Deroplia annulicornis.

## Médecine
Periploca laevigata sert à soigner la fièvre.